# Władysław Pałubicki
Władysław Pałubicki (ur. 27 lipca 1933 w Sulęczynie, zm. 21 czerwca 2012 we Wrocławiu) – polski antropolog, socjolog, religioznawca, członek Komitetu Nauk Orientalistycznych PAN, twórca i wieloletni kierownik Zakładu Historii Myśli Społecznej w Instytucie Filozofii i Socjologii Uniwersytetu Gdańskiego, założyciel i redaktor naczelny pisma „Miscellanea Anthropologica et Sociologica”, profesor nauk humanistycznych.

## Życiorys
Był synem Antoniego i Anny z d. Sójki. W 1952 ukończył gimnazjum księży werbistów w Górnej Grupie i następnie wstąpił do Misyjnego Semimarium Księży Werbistów w Pieniężnie. Święcenia kapłańskie w zgromadzeniu werbistów przyjął 31 stycznia 1960. Od lutego 1960 pracował w placówkach zakonnych: w Chludowie, Lublinie, Górnej Grupie. W 1964 obronił na Katolickim Uniwersytecie Lubelskim pracę magisterską Geneza obrzędu namaszczania kapłanów izraelickich. W latach 1965–1967 był dyrektorem studiów misyjnych w seminarium w Pieniężnie. Na początku 1967 wyjechał do Rzymu, kontynuował studia z zakresu biblistyki i orientalistyki w Papieskim Instytucie Biblijnym, a także w jerozolimskim Studium Biblicum Franciscanum. 1 czerwca 1967 obronił na KUL pracę doktorską Stopnie hierarchiczne kapłaństwa izraelskiego napisaną pod kierunkiem Stanisława Łacha.
Na początku 1969 powrócił do Polski ze studiów zagranicznych. W tym samym roku opuścił zgromadzenie werbistów i w listopadzie 1969 ożenił się. Następnie pracował krótko w Polskim Towarzystwie Orientalistycznym i przedsiębiorstwie Orbis.
Od 1971 pracował w Wyższej Szkole Morskiej w Gdyni, w latach 1972–1984 był dyrektorem Biblioteki Głównej WSM. W 1983 uzyskał w Instytucie Orientalistycznym Uniwersytetu Warszawskiego stopień doktora habilitowanego na podstawie pracy Społeczna pozycja kobiety palestyńskiej w dawnym judaizmie. W latach 1984–1989 był dyrektorem Międzywydziałowego Instytutu Nauk Społecznych WSM. W 1989 przeniósł się na Uniwersytet Gdański, gdzie już wcześniej pracował w niepełnym wymiarze godzin, w Zakładzie Historii Filozofii, następnie w Zakładzie Socjologii. Na UG został zatrudniony jako docent w Zakładzie Socjologii Kultury w Instytucie Filozofii i Socjologii. Był pomysłodawcą i wieloletnim kierownikiem powstałego w 1991 Zakładu Historii Myśli Społecznej. W 1991 otrzymał stanowisko profesora nadzwyczajnego, w 1995 tytuł profesora. Przeszedł na emeryturę w 2003. Był promotorem 11 prac doktorskich.
Od 1993 wykładał także w Wyższej Szkole Pedagogicznej (w 2000 przekształconej w Akademię Pomorską) w Słupsku, od 1995 w Bałtyckiej Wyższej Szkole Humanistycznej w Koszalinie, Gdańskiej Wyższej Szkole Humanistycznej.
Był założycielem (1992) i redaktorem naczelnym pisma Miscellanea Anthropologica et Sociologica. Od 1984 był członkiem Komitetu Nauk Orientalistycznych PAN, należał do Polskiego Towarzystwa Orientalistycznego, Polskiego Towarzystwa Religioznawczego, Polskiego Towarzystwa Socjologicznego, Polskiego Towarzystwa Filozoficznego, Gdańskiego Towarzystwa Naukowego, International Association for the History of Religions, International Society for Universalism. Był jednym z założycieli powstałego w 1996 Instytutu Kaszubskiego.

## Twórczość
Zajmował kulturą Bliskiego Wschodu oraz judaizmem, chrześcijaństwem i islamem, ze szczególnym uwzględnieniem tematyki kobiecej
Był autorem i współautorem 170 publikacji w tym kilku książkowych, m.in.:
- Obyczaje i tradycje morskie (1981)
- Ludzie, obyczaje, wierzenia. Zagadnienia wybrane z etnologii (1987)
- Zwyczaje i obrzędy morskie. Tradycja i współczesność (1987)
- Kwestia kobieca w społecznej doktrynie judaizmu, chrześcijaństwa oraz islamu (1989)
- Słownik etnologiczno-religioznawczy (1990)
- Kobieta w humorze żydowskim (1991)
- Kobieta w mądrościach biblijnych (1991)
- Judaizm. Słownik obyczajów i tradycji. Zagadnienia wybrane (1994)
- Więc żeń się. Małżeństwo i rodzina w humorze żydowskim (1994)
- Kobieta w tradycjach Wschodu (1995)
- Małżeństwo i rodzina w dawnym judaizmie i starożytnym chrześcijaństwie (1995) – z Janem Ilukiem
- Małżeństwo i rodzina w religiach świata (1995)
- On, ona, ono w humorze żydowskim (1995)
- Człowiek, kultura, obyczaje. Szkice antropologiczne (1996)
- Antropologia, filozofia, etyka. Słownik podstawowych terminów i znaczeń (1998)
- Religa a religie (2000) – ze Zbigniewem Grzywaczem
- Małżeństwo i rodzina w świetle Talmudu (2002)